# بورانچی
بورانچی (به لاتین: Boranchi) یک منطقهٔ مسکونی در روسیه است که در شهرستان نوگایسکی (داغستان) واقع شده‌است.